# (32347) 2000 QK101
2000 QK101 (asteroide 32347) é um asteroide da cintura principal. Possui uma excentricidade de 0.04930130 e uma inclinação de 11.07233º.
Este asteroide foi descoberto no dia 28 de agosto de 2000 por LINEAR em Socorro.